# Mercedes-Benz Vario

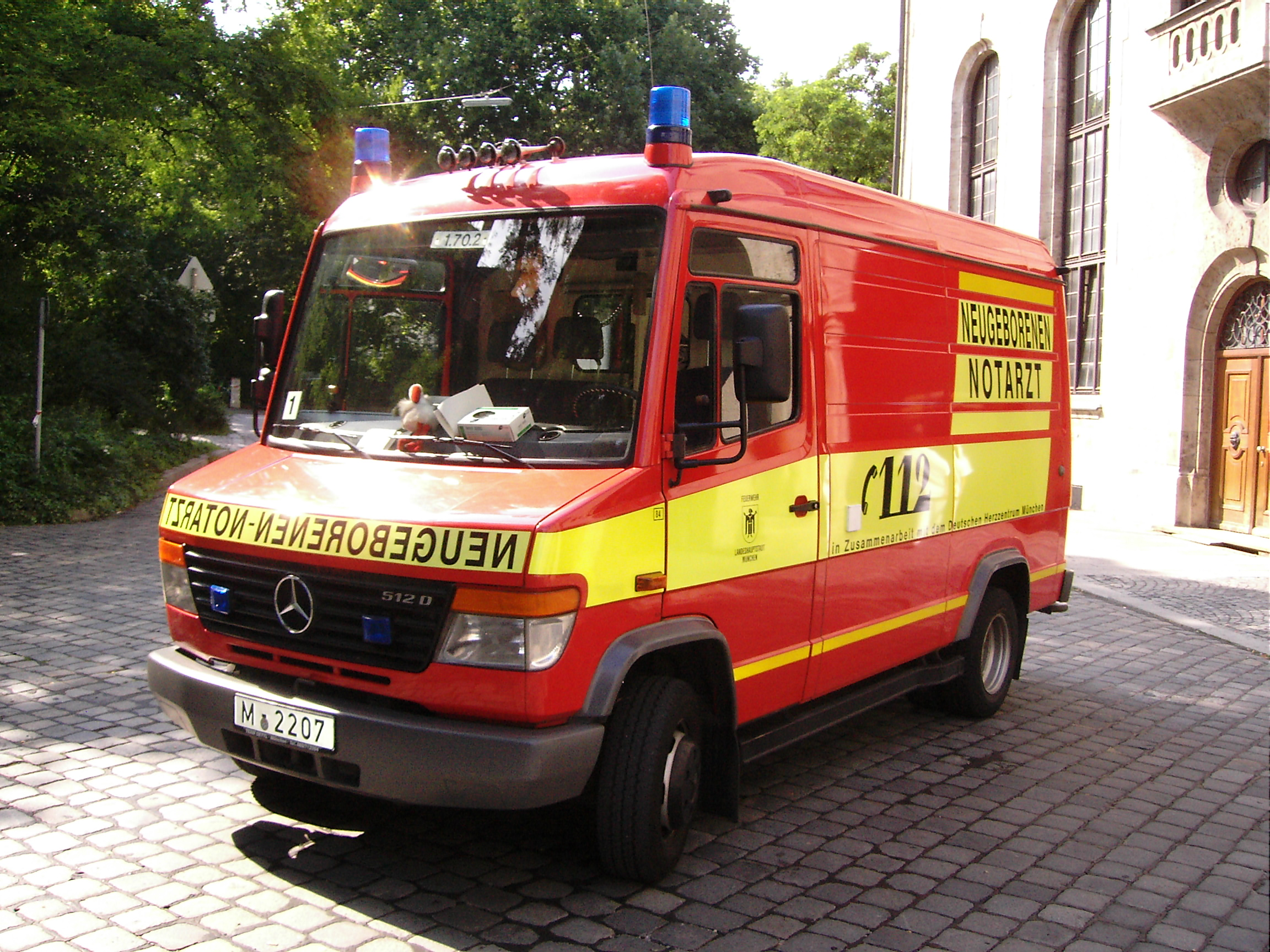
Mercedes-Benz Vario 512D

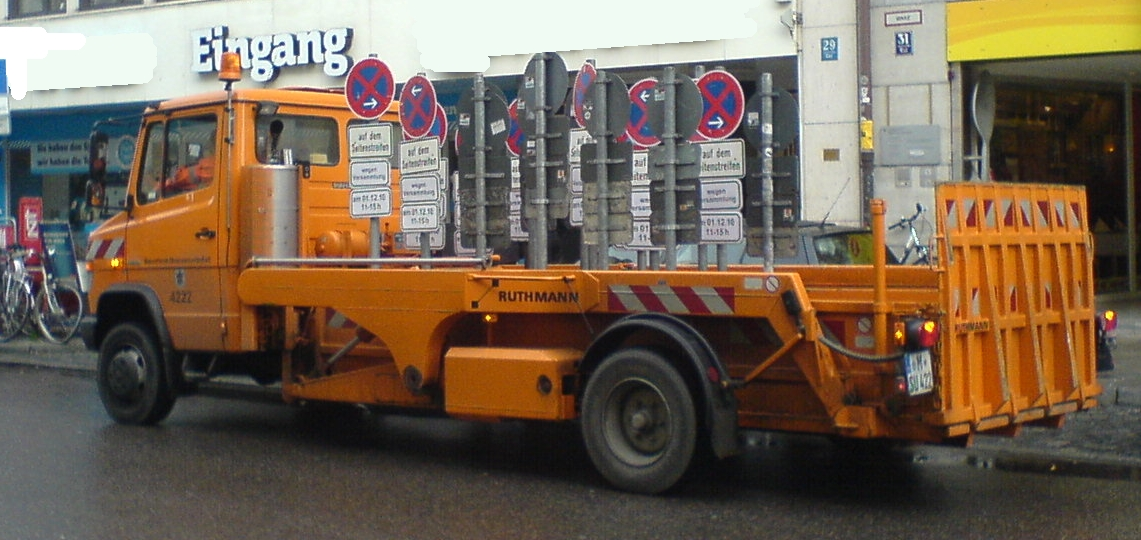
Mercedes-Benz Vario 810DT
z platformą Ruthmann

Mercedes-Benz Vario – rodzina lekkich samochodów ciężarowych o dopuszczalnej masie całkowitej od 4,8 do 7,49 tony. Produkowana od 1996 roku do 27 września 2013 roku przez firmę Mercedes-Benz w zakładzie produkcyjnym mieszczącym się Ludwigsfelde w Niemczech. Przez 17 lat wyprodukowano 90 743 egzemplarze tego modelu.

## Silniki
| Model                                                  | Pojemność cm3                                          | Średnica × skok tłoka mm                               | Oznaczenie silnika Mercedes-Benz                       | Moc kW (KM) przy min−1 normy ekologiczne               | Maks. moment obrotowy Nm przy min−1                    | Okres produkcji                                        | System wtrysku paliwa                                    |
| 5-cylindrowy silnik rzędowy Diesla (turbo intercooler) | 5-cylindrowy silnik rzędowy Diesla (turbo intercooler) | 5-cylindrowy silnik rzędowy Diesla (turbo intercooler) | 5-cylindrowy silnik rzędowy Diesla (turbo intercooler) | 5-cylindrowy silnik rzędowy Diesla (turbo intercooler) | 5-cylindrowy silnik rzędowy Diesla (turbo intercooler) | 5-cylindrowy silnik rzędowy Diesla (turbo intercooler) | 5-cylindrowy silnik rzędowy Diesla (turbo intercooler)   |
| ------------------------------------------------------ | ------------------------------------------------------ | ------------------------------------------------------ | ------------------------------------------------------ | ------------------------------------------------------ | ------------------------------------------------------ | ------------------------------------------------------ | -------------------------------------------------------- |
| 512D, 612D, 812D                                       | 2874                                                   | ø89 × 92,4                                             | OM 602 DE LA                                           | 90 (122) 3800 Euro-2                                   | 280 2000-2300                                          | 1996–2001                                              | Pompa rozdzielaczowa typu VE z EDC - przewód - rozpylacz |
| 4-cylindrowy silnik rzędowy Diesla (turbo intercooler) |                                                        |                                                        |                                                        |                                                        |                                                        |                                                        |                                                          |
| 810DT                                                  | 4249                                                   | ø102 × 130                                             | OM 904 LA                                              | 75 (102) 2200 Euro-2                                   |                                                        | 1996–2006                                              | Zestaw UPS/PLD pompa - przewód - rozpylacz               |
| BlueTec4/5 613D, 813D 813DA (4×4)                      | 4249                                                   | ø102 × 130                                             | OM 904 LA                                              | 95 (129) 2200 Euro-4/Euro-5                            | 500 1200-1600                                          | 2006-                                                  | Zestaw UPS/PLD pompa - przewód - rozpylacz               |
| 614D, 814D 814DA (4×4)                                 | 4249                                                   | ø102 × 130                                             | OM 904 LA                                              | 100 (136) 2200 Euro-2/Euro-3                           | 520 1200-1600                                          | 1996–2006                                              | Zestaw UPS/PLD pompa - przewód - rozpylacz               |
| 615D, 815D 815DA (4×4)                                 | 4249                                                   | ø102 × 130                                             | OM 904 LA                                              | 112 (152) 2200 Euro-2                                  | 580 1200-1600                                          | 1998–2001                                              | Zestaw UPS/PLD pompa - przewód - rozpylacz               |
| 615D, 815D 815DA (4×4)                                 | 4249                                                   | ø102 × 130                                             | OM 904 LA                                              | 110 (150) 2200 Euro-3                                  | 575 1200-1600                                          | 2001–2006                                              | Zestaw UPS/PLD pompa - przewód - rozpylacz               |
| BlueTec4/5 616D, 816D 816DA (4×4)                      | 4249                                                   | ø102 × 130                                             | OM 904 LA                                              | 115 (156) 2200 Euro-4/Euro-5                           | 610 1200-1600                                          | 2006-                                                  | Zestaw UPS/PLD pompa - przewód - rozpylacz               |
| 618D, 818D BlueTec4/5 (2006-) 618D, 818D 818DA (4×4)   | 4249                                                   | ø102 × 130                                             | OM 904 LA                                              | 130 (177) 2200 Euro-3 Euro-4/Euro-5                    | 675 1200-1600                                          | 2003–                                                  | Zestaw UPS/PLD pompa - przewód - rozpylacz               |

## Opracowania zabudów autobusowych
Na bazie samochodów rodziny Vario wiele firm wykonuje zabudowy autobusowe. W Polsce są to m.in. firmy AMZ-Kutno, Automet oraz Polster. W latach 2006–2013 firma Autosan wykonywała na bazie podwozi tej rodziny autobusy serii Autosan H7-xx Solina i Autosan A8V Wetlina. Firma Jelcz budowała w latach 1999-2008, na bazie podwozi Vario 814D oraz 815D, autobus miejski Jelcz M081MB Vero oraz jego odmiany lokalną i turystyczną.